# Вагал білохвостий
Вага́л білохвостий (Neocossyphus poensis) — вид горобцеподібних птахів родини дроздових (Turdidae). Мешкає в Західній і Центральній Африці.

## Підвиди
Виділяють два підвиди:
- N. p. poensis (Strickland, 1844) — поширений від Сьєрра-Леоне до Камеруну, Республіки Конго і Габону та на острові Біоко;
- N. p. praepectoralis Jackson, FJ, 1906 — поширений від заходу ДР Конго і Анголи до Уганди і заходу Кенії.

## Поширення і екологія
Білохвості вагали живуть в рівнинних тропічних лісах.